# Coop Väst
Coop Väst är en svensk konsumentförening. Huvudkontoret ligger i Uddevalla.
Föreningen bildades år 2015 genom sammanslagning av Konsumentföreningen Bohuslän-Älvsborg och Coop Medlem Väst, samt huvuddelen av de butiker som Coop Sverige drev i Coop Medlem Västs område. År 2020 uppgick Konsumentföreningen Göta i Coop Väst och verksamhetsområdet utvidgades betydligt. År 2025 uppgick även Coop Oskarshamn med omnejd i Coop Väst. 
Coop Väst driver de flesta Coop-butikerna i Västra Götalands län och Smålandslänen.

## Historik

### Förhistoria
Bakom Coop Väst finns ett stort antal historiska konsumentföreningar. En av de större var Konsumentföreningen Väst som i början av 1990-talet överlät sin verksamhet till Kooperativa förbundet jämte fyra av de andra största konsumentföreningarna. Den var därefter en renodlad medlemsförening. Tekniskt är den ekonomiska föreningen Coop Väst en efterföljare till Konsumentföreningen Bohuslän-Älvsborg, som i sin tur grundades som Konsumtionsföreningen Framtiden i Uddevalla år 1906.

### Sammanslagningen 2015
År 2014 förde Coop Sverige över 36 av dess butiker till ett nystartat bolag, Coop Göteborg-Skaraborg AB (organisationsnummer: 556981-3172), i syfte att överlåta detta till Konsumentföreningen (Ktf.) Bohuslän-Älvsborg, vilket skedde den 1 januari 2015.
Innan övertagandet hade Ktf. Bohuslän-Älvsborg butiker i Bengtsfors, Bohus-Malmön, Brastad, Bäckefors, Ed, Fjällbacka, Färgelanda, Grebbestad, Hunnebostrand, Högsäter, Kungshamn, Ljungskile, Lysekil, Mellerud, Munkedal, Mustadfors, Nordby (Grensemat), Strömstad, Sjuntorp, Tanumshede, Trollhättan, Uddevalla, Vänersborg, Åmål, Åsensbruk och Älvängen. De övertagna butikerna fanns i Göteborg med omnejd samt Alingsås, Borås, Falköping, Hällekis, Karlsborg, Kungsbacka, Kungälv, Lidköping, Mariestad, Marstrand, Tidaholm, Töreboda, Skara, Skene och Skövde. De övertagna butikerna låg huvudsakligen inom Konsumentföreningen Västs tidigare område. Ett undantag var Falkenberg, som tillhört Ktf Väst men vars butiker inte tillfördes Coop Väst.
I september 2015 färdigställdes fusionen genom att Coop Medlem Väst (tidigare Ktf Väst) och Ktf Bohuslän-Älvsborg gick samman under namnet Coop Väst.
Inledningsvis drevs en del verksamhet fortsatt i dotterbolaget och en del direkt av föreningen, men den 1 november 2018 koncentrerades all butiksverksamhet till dotterbolaget, nu namnändrat till Coop Väst AB. Den 20 november 2018 tog man över Hajoms Kooperativa Handelsförening, som drev en butik i Hajom.

### Fusion med Kf Göta 2020
År 2019 hade Växjöbaserade Konsumentföreningen Göta hade försökt få till stånd en fusion med Coop Oskarshamn med omnejd. Kf Göta röstade enhälligt för en fusion, medan Coop Oskarshamn med liten marginal röstade mot. Den 16 maj 2020 röstade Kf Göta ja till fusion med Coop Väst. Sammanslagningen ägde rum den 1 november 2020. Kf Götas 47 butiker fördes över till Coop Väst AB.
Under år 2020 tog Coop Väst även över 55 tidigare Netto-butiker. Efter de båda sammanslagningarna hade Coop Väst 170 butiker. Efter öppningen av en ny butik i Kolla Parkstad den 26 augusti 2021 hade föreningen 171 butiker.
I december 2022 meddelades det att Konsumentföreningen Knäred m.o. och dess enda butik i Knäred skulle uppgå i Coop Väst. Fusionen ägde rum den 1 september 2023. Den 28 oktober 2023 öppnades en ny butik i Öjersjö som det årets största investering. Dessa förändringar gjorde att antalet butiker under 2023 ökade med två till 173 stycken.
Den 1 januari 2024 tog Coop Väst över Coop Halland med elva butiker varav sex i Halmstad, fyra i Falkenberg och en i Laholm. Föreningen hade därefter sammanlagt 184 butiker.
Den från Coop Väst fristående föreningen Coop Älghult stängde sin enda butik i Älghult den 31 januari 2024. Föreningens medlemmar anslöts därefter till Coop Väst men hänvisades till butiker i Lenhovda och Växjö.

### Fusion med Coop Oskarshamn 2025
Den 1 april 2025 genomfördes en fusion med Coop Oskarshamn med omnejd som då gick upp i Coop Väst. Föreningen hade därefter sammanlagt 199 butiker.